# Karl Adamovič Allikas
Karl Adamovič Allikas (rusko Карл Адамович Алликас), sovjetski general, * 1905, † 1976.

## Življenjepis
Med drugo svetovno vojno je poveljeval naslednjim enotam: 7. strelska divizija (1943-45) in 118. gardna strelska divizija (1945).